# جامائو ال نورته
جامائو ال نورته (به لاتین: Jamao al Norte) یک منطقهٔ مسکونی در جمهوری دومینیکن است که در استان اسپاییات واقع شده‌است. جامائو ال نورته ۱۱۵٫۴۸ کیلومتر مربع مساحت و ۴۲٬۹۵۳ نفر جمعیت دارد.